# Креслін
Креслін (нім. Kröslin) — громада в Німеччині, розташована в землі Мекленбург-Передня Померанія. Входить до складу району Передня Померанія-Грайфсвальд. Складова частина об'єднання громад Лубмін.
Площа — 22,41 км2. Населення становить 1756 ос. (станом на 31 грудня 2020).